# Richard William Bailey
Richard William Bailey FRS (Romford, Havering, 6 de janeiro de 1885 – 4 de setembro de 1957) foi um engenheiro mecânico britânico.
Bailey teve seu aprendizado nas obras de Stratford da London and North Eastern Railway, e durante esse período ganhou uma bolsa Whitworth. Tornou-se em 1907 um aprendiz da faculdade de engenharia elétrica na British Westinghouse em Trafford Park.
Bailey foi nomeado em 1908 lecturer em engenharia mecânica no Battersea Polytechnic Institute da Universidade de Surrey e depois em 1912 diretor do Crewe Technical Institute (subsequentemente renomeado para Crewe University Technical College). Em 1919, a convite de Arthur Percy Morris Fleming, tornou-se chefe das seções química, mecânica e metalúrgica do Departamento de Pesquisa da British Westinghouse Electric Manufacturing Company (renomeado, em setembro de 1919, Metropolitan-Vickers Electrical Company). Continuou como chefe das seções até 1945, quando se tornou um engenheiro de pesquisa consultor.
Ele contribuiu para o progresso ... nas temperaturas iniciais do vapor de usinas de energia terrestre, pelo desenvolvimento da teoria que governa o comportamento de fluência dos metais e sua aplicação aos princípios de projeto, e também pela introdução de aços melhorados para utilização em altas temperaturas. Ele descobriu a vantagem obtida ao excluir o níquel dos aços de níquel-cromo-molibdênio então comumente usados e foi responsável pelos primeiros aços de parafuso de cromo-molibdênio para serviço em altas temperaturas. Suas investigações sobre a influência de diferentes elementos formadores de carboneto levaram à introdução de aços de molibdênio-vanádio.
No Institution of Mechanical Engineers tornou-se membro associado em 1922, membro pleno em 1936, um dos vice-presidentes em 1942 e presidente em 1954. Foi palestrante convidado do Congresso Internacional de Matemáticos em Toronto (1924).
O Dr. Bailey provavelmente será melhor lembrado por seu trabalho sobre o comportamento de aços e materiais similares sob tensão a altas temperaturas - trabalho no qual ele estava ativamente envolvido dos dias pioneiros de 1924 até o momento da sua aposentadoria. Para este fim ele empreendeu, com aparelhos habilmente planejados, investigações envolvendo testes precisos em longos períodos a altas temperaturas. À medida que os testes prosseguiram e os dados ficaram disponíveis, seu julgamento e extrapolação inteligente indicaram novas linhas de investigação e gradualmente possibilitaram uma compreensão mais completa do comportamento dos materiais nessas condições. Ao mesmo tempo, por experimentos repetidos na modificação do tratamento térmico e dos elementos de liga, ele foi responsável pela produção de materiais mais adequados para uso sob tensão a altas temperaturas.

Seu trabalho não estava de modo algum confinado às propriedades dos materiais. Ele fez, por exemplo, estudos extensivos sobre o desempenho e o projeto de combinações de motores a vapor e combustão interna, especialmente para aplicações marinhas, e sobre este assunto palestrou na Eighteenth Andrew Laing Lecture to the North East Coast Institution of Engineers and Shipbuilders.
Obteve cerca de 90 patentes britânicas e escreveu mais de 35 artigos.

## Prêmios e honrarias
- 1929 – Thomas Hawksley Premium do Institution of Mechanical Engineers
- 1935 – Thomas Hawksley Gold Medal do Institution of Mechanical Engineers
- 1949 – Membro da Royal Society